# Соловій Роман Павлович
Соловій Роман Павлович (нар. 27 січня 1974 р. с. Мацошин, Жовківського району, Львівської області) — український богослов, доктор філософських наук зі спеціальності «богослов'я», кандидат історичних наук, керівник Східноєвропейського інституту теології, професор кафедри богослов’я та гуманітарних дисциплін Класичного приватного університету, пастор.

## Освіта та наукова мобільність
У 1996 р. закінчив з відзнакою історичний факультет Львівського національного університету імені Івана Франка за спеціальністю «історія України», в 1999 р. — аспірантуру філософського факультету ЛНУ. 2000 року захистив кандидатську дисертацію на тему «Конфесійна та культурно-просвітницька діяльність Української євангельсько-реформованої церкви у Західній Україні (1925—1939 рр.)» і у 2001 р. одержав ступінь кандидата історичних наук за спеціальністю «релігієзнавство». У 2011—2016 рр. стажувався у Протестантському богословському університеті (м. Лювен, Бельгія).
28 квітня 2017 р. вперше за часів незалежності України на засіданні спеціалізованої Вченої ради в Національному педагогічному університеті імені М. П. Драгоманова здобув науковий ступінь доктора філософських наук за спеціальністю 09.00.14 — богослов'я.

## Наукова та викладацька діяльність
У 2001—2004 рр. — декан Львівської богословської семінарії Церкви християн віри євангельської України.
У 2004—2011 рр. — ректор Львівської богословської семінарії. За цей час семінарія отримала акредитацію бакалаврської і магістерської програм у Євро-Азійській акредитаційній асоціації.
У 2006—2008 рр. — доцент кафедри релігієзнавства і теології Національного університету «Острозька академія».
У 2006—2012 рр. — доцент кафедри філософії та релігієзнавства Донецького державного університету штучного інтелекту.
У 2011—2016 рр. — декан магістерської програми Львівської богословської семінарії.
У 2011—2019 рр. — керівник Дослідницького центру Євро-Азійської акредитаційній асоціації.
У 2016—2019 рр. — старший науковий співробітник Центру дослідження релігій Національного педагогічного університету ім. М. П. Драгоманова.
З 2020 р. — керівник Східноєвропейського інституту теології.
З 2024 р. — професор кафедри богослов’я та гуманітарних дисциплін Класичного приватного університету.

### Сфера наукових інтересів
- сучасне протестантське богослов'я,
- континентальна філософія релігії,
- християнство у контексті постмодерну,
- теологія гостинності.

### Досвід викладання
Як запрошений викладач викладав в Українському католицькому університеті, Львівській богословській семінарії, Київській богословській семінарії «Благодать та істина», Євангельській теологічній семінарії, Українській баптистській теологічній семінарії, Слов'янській теологічній семінарії, Закарпатському християнському інституті та інших навчальних закладах.
Впродовж професійної діяльності викладав предмети з історії християнства, богослов'я, філософії та релігієзнавства. Серед них:
- Історія церкви в античності і середньовіччі
- Історія церкви і релігійної думки в Україні
- Історія Реформації
- Протестантизм
- Сучасне протестантське богослов'я
- Світові релігії
- Філософська пропедевтика
- Вступ до біблійних наук
- Методологія богословських досліджень

### Інша наукова діяльність
У 2005—2011 рр. — член Ради Євро-Азійської акредитаційній асоціації.
У 2011—2016 рр. — член редколегії Слов'янського біблійного коментаря.
З 2016 р. до цього часу — член Комісії Міністерства освіти і науки України з державного визнання документів про наукові ступені та вчені звання.
З 2015 р. до цього часу — ініціатор та керівник Відкритого богословського семінару.
З 2015 р. до цього часу — ініціатор та керівник Програми методологічних семінарів з богослов'я.
У 2017— 2021 рр. — заступник голови спеціалізованої вченої ради Д 26.053.21 у Національному педагогічному університеті імені М. П. Драгоманова.

### Участь в редколегіях
З 2015 р. — головний редактор Східноєвропейського журналу богослов'я «Богословські роздуми».
З 2019 р. — член редколегії наукового релігізнавчого журналу «Релігійна свобода»
З 2019 р. — член редколегії European Journal of Theology.

### Наукові товариства
З 2017 р. — член Українського християнського академічного товариства.
З 2019 р. — член Виконавчого комітету Fellowship of European Evangelical Theologians.
З 2021 р. — регіональний редактор для країн Східної Європи у видавнцтві Langham Literature.
З 2021 р. — член Central and Eastern European Association for Mission Studies (CEEAMS).
З 2024 р. — член European Academy of Religion.

### Участь в конференціях, науково-теоретичних та науково-практичних семінарах, круглих столах
─ Доповідь «Конфесійні стосунки Союзу українських євангельсько-реформованих громад Східної Галичини та Польської євангельсько-реформованої церкви (1932—1933 рр.)» на VII міжнародному круглому столі «Історія релігій в Україні» (Львів, 1997);
─ Доповідь «Національний аспект у діяльності Української євангельсько-реформованої церкви у Західній Україні (1925—1939 рр.)» на міжнародній науковій конференції «Християнство і культура» (Київ-Тернопіль, 1998);
─ Доповідь «Релігійна та культурно-просвітницька діяльність Василя Кузіва» на IX міжнародній конференції «Історія релігій в Україні» (Львів, 1999);
─ Доповідь «Український греко-католицизм та кальвінізм: фактор обрядовості у збереженні національної ідентичності галицьких українців (20-30-і рр. ХХ ст)» на міжнародній науковій конференції «Історія релігій в Україні» (Львів, 2000).
─ Доповідь «Майбутнє церкви і богословської освіти на пострадянському просторі» на сесії Інституту підвищення кваліфікації OCI (Київ, 6 жовтня 2010 р.)
─ Доповідь «Особливості християнського служіння в час зміни світоглядів» на саміті «Двадцять років благовістя в Україні: здобутки і втрати» (Свалява, 9 лютого 2011 р.)
─ Семінар «Християнська освіта в епоху постмодерну» на робочій зустрічі відділу освіти Церкви християн віри євангельської України (Яремче, 10 серпня 2011 р.)
─ Семінар «Християнський світогляд як відповідь на виклики постмодерну» для Львівського інституту лідерської етики (Львів, грудень 2013 р.)
─ Доповідь «Сучасна євангельська еклезіологія на прикладі Мірослава Вольфа» на науково-практичній конференції «Церква: біблійні і богословські аспекти в сучасному ракурсі» (Одеса, Одеська богословська семінарія ЄХБ, 4-5 квітня 2013 р.)
─ Доповідь «Виклики перед богословською освітою» на семінарі Міжнародної програми академічного лідерства ICETE (Одеса, Одеська богословська семінарія ЄХБ, червень 2013 р.)
─ Доповідь «Виникаюча церква: християнство в контексті постмодерну» на конференції «Сучасне богослов'я та християнська місія в суспільстві» (Київ, Українська євангельська богословська семінарія, 17 квітня 2013 р.);
─ Доповідь «Переосмислення сотеріології і євангелизму в постмодерністському богослов'ї: Виникаюча церква» на конференції «Категорія свободи волі і роль особистості в християнській сотеріології» (Новосибірськ, Новосибірська богословська семінарія, 5-6 грудня 2013 р.);
─ Доповідь «Основні богословські проблеми церков ХВЄ у Західній Україні» на Міжнародній науково-практичній конференції «П'ятидесятництво в Західній Україні: історія і сучасність» (Львів, 5 березня 2015 р.);
─ Член оргкомітету круглого столу «Реформація і католицтво» (Львів, Український католицький університет, 3 листопада 2015 р.);
─ Доповідь «Структурні інновації постмодерного протестантизму: лідерство з відкритим кодом» на міжнародній науково-практичній конференції «Пріоритетні напрямки розвитку суспільних наук у ХХІ столітті» (Херсон, 26-27 лютого 2016 р.)
─ Модератор круглого столу «Пострадянський протестантизм: проблеми ідентифікації та контури майбутнього» (Львів, Український католицький університет 18 квітня 2016 р.);
─ Член оргкомітету та відповідальним секретарем Міжнародної науково-практичної конференції «Реформація: історія і сучасність» (Вільнюс, 24–25 квітня 2015 р.);
─ Модератор Першого науково-методичного семінару «Актуальні проблеми сучасної теології» (Київ, Національний університет «Києво-Могилянська академія», 23 червня 2015 р.)
─ Модератор круглого столу «Реформація і православ'я» (Київ, Національний педагогічний університет ім. М. П. Драгоманова, 26 листопада 2015 р.);
─ Модератор відкритого богословського семінару «Таємниця втілення Слова у християнській традиції». Виступив з доповіддю «Дитріх Бонхеффер: Різдво серед руїн» (Львів, Ресурсно-дослідницький центр ЄААА, 24 грудня 2015 р.)
─ Семінар «Публікуйся або помри: методологія написання наукової статті» для студентів докторантури Євангельської теологічної семінарії (Київ, 21 березня 2016 р.);
─ Член оргкомітету та відповідальний секретар Міжнародної науково-практичної конференції «Реформація: східноєвропейські виміри» (Острог, Національний університет «Острозька академія» 13-15 квітня 2016 р.);
─ Доповідь «Виникаюча церква як історичний і культурний феномен постмодерну» на круглому столі на тему  «Протестантизм у конфесійному полі сучасної України: нові контури ідентифікації» під час Міжнародної наукової конференції «Дні науки філософського факультету — 2016» (Київ, 21 квітня 2016 р.);
─ Модератор відкритого богословського семінару «Світло на горі: Переображення Христа, людини, творіння. Біблійний наратив і метаморфози богословського прочитання». Виступив з доповіддю «Переображення в Біблії і теології» (Львів, Ресурсно-дослідницький центр, 7 травня 2016 р.);
─ Семінар «Світоглядні виклики постмодерну» (Сіетл, США, Слов'янська теологічна семінарія, 4 червня 2016 р.);
─ Доповідь «Стан і тенденції богословської освіти у світі та в Україні» під час другого навчально-методичного семінару викладачів богословських навчальних закладів ЦХВЄУ (Київ, Київський біблійний інститут, 4 листопада 2016 р.);
─ Доповідь «Християнське богослов'я перед викликом постмодернізму: методологічний та радикальний підходи до взаємодії» на Третьому науково-методологічному семінарі «Актуальні проблеми сучасного богослов'я» (Київ, Національний педагогічний університет ім. М. П. Драгоманова, 26 листопада 2016 р.)
─ Модератор відкритого богословського семінару «Втілення Сина Божого Писання, богослов'я, культура». Виступив з доповіддю «Візія втілення у творчості Серена К'єркегора» (Львів, Ресурсно-дослідницький центр, 23 грудня 2016 р.).
─ Доповідь «Теопоетика і теополітика Джона Капуто» на IV Науково-методологічному семінарі «Актуальні проблеми сучасного богослов'я» («Потенціал філософії релігії та філософської теології для сучасного християнського богослов'я»), (Київ, Національний педагогічний університет ім. М. П. Драгоманова, 10 червня 2017 р.)
─ Семінар «Християнське свідчення в епоху пост-правди» на конференції Спілки студентів-християн (Львів, 31 липня 2017 р.)
─ Участь у дискусії «Християнство і філософія епохи постмодерну» (Україна, Львів, Філософсько-богословський факультет УКУ, 16 квітня 2018 р.).
─  Голова оргкомітету міжнародної богословської конференція «Методології богословських студій: проблеми і перспективи» (Національний педагогічний університет ім. М. П. Драгоманова, Київ, Україна 27-28 квітня 2018 р.). Виступив із доповіддю на тему: «Месіанськість без месіанізму у філософії Жака Дерріда»
─ Доповідь «Жак Дерріда і постмодерністське богослов'я» на тринадцятому методологічного семінару Ресурсно-дослідницького центру (м Україна, Львів, 1 червня 2018 р.)

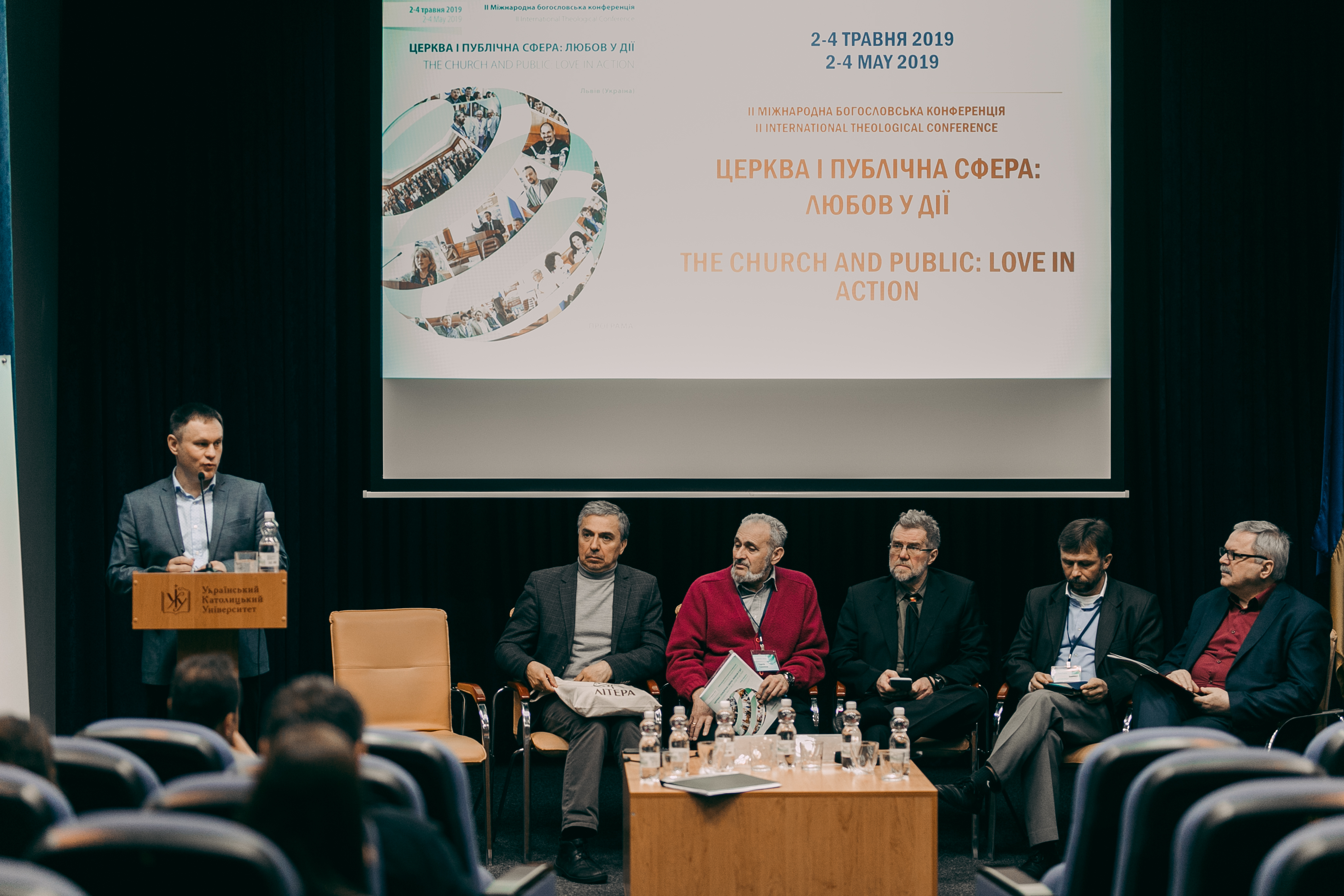
Конференція «Церква і публічна сфера- любов у дії». Львів, 2019 р.

─ Доповідь «Релігійний інший: чи можлива радикальне гостинність» на міжнародному симпозіумі «Релігійний плюралізм, релігійна свобода и виклики для демократії: добросусідство в дію в Україні і навколо неї» (Україна, Київ, Київський центр УКУ, 4 березня 2019 р.)
─ Голова оргкомітету Другої міжнародної богословської конференції «Церква і публічна сфера: любов в дії» (Україна, м. Львів, Український католицький університет, 2-4 травня 2019 р.)
─  Доповідь «Традиція гостинності і гостинність до традиції» на конференції «„Нове і старе“ (Мф 13.52): традиція і оновлення в богослов'ї, церкви та освіті» (Україна, Одеса, Одеська богословська семінарія, 10-11 жовтня 2019 р.)
─ Модератор відкритого богословського семінару «Гостинність боговтілення» (Україна, м. Львів, Східноєвропейський інститут теології, 27 грудня 2019 р.). Виступив із доповіддю «Амбівалентність гостинності».
─ Член оргкомітету та модератор Міжнародної богословської онлайн-конференції «Есхатологічна спільнота: віра, служіння і пророче свідчення церкви в мінливому світі» (5 жовтня 2020 р.)
─ Доповідь «Божий спокій в богословській освіті в контексті теології гостинності» на OC Institute for Excellence — Sabbath and Theological Education (13 листопада 2020 р.)

## Основні публікації

### Монографія
Соловій Р. Феномен Виникаючої церкви у контексті теологічних та еклезіологічних трансформацій у сучасному західному протестантизмі. — Київ: Дух i Літера, 2016. — 352 с.

### Статті в українських та зарубіжних фахових виданнях
Соловій Р. П. Християнський світогляд як відповідь на виклики постмодернізму // Філософська думка: Спецвипуск Sententiae № 2. Теологія і філософія релігії. — Вінниця: ВНТУ, 2012. — С. 128—140.
Соловій Р. П. Передумови формування богослов'я Виникаючої церкви: пост-лібералізм, пост-консерватизм і радикальна ортодоксія // Філософська думка: Спецвипуск Sententiae № 3. Християнська теологія і сучасна філософія. — Вінниця: ВНТУ, 2012. — С. 89-107.
Соловій Р. П. Пізнання та істина в епістемічному просторі постмодерну: богословські експерименти Виникаючої церкви // Філософія релігії в Україні: варіативність стратегії осмислення предмету. Збірник наукових праць за ред. А.Колодного та О.Горкуші // Українське релігієзнавство. — К., 2012. — № 64. — C. 174—184.
Соловій Р. П. Проект Мерольда Вестфала та його внесок у формування герменевтики християнської спільноти у контексті постмодерну // Філософська думка: Спецвипуск Sententiae № 4. Герменевтика традиції та сучасності у теології та філософії. — Вінниця: ВНТУ, 2013. — С. 133—144.
Соловій Р. П. Переосмислення есхатологічної парадигми у постмодерному протестантському богослов'ї (Б.Макларен і Р.Белл) // Українське релігієзнавство. — К., 2013. — № 68. — С. 83-95.
Соловій Р. П. Рецепція ідей «герменевтики підозри» Поля Рікера у філософії релігії Мерольда Вестфала //  Sententiae: Наукові праці Спілки дослідників модерної філософії (Паскалівського товариства). — 2013. — № 29 (2). — С. 91-100.
Соловій Р. П. Сучасний стан і перспективи розвитку виникаючої церкви // Схід. — 2015. — N 6 (138). — С. 31-36.
Соловій Р. П. Постметафізичне богослов'я події Джона Капуто // Схід. — 2015. — N 4 (136). — С. 66-75.
Соловий Р. П. Постмодернизм и религиозное мировоззрение: противостояние и возможности диалога // Modern Science — Moderní věda. — 2015. — № 5. — С. 57-62.
Соловій Р. П. Зародження й основні характеристики виникаючої церкви // Практична філософія. — 2015. — № 4 (58). — С. 126—134.
Соловій Р. П. Проповідь як прогресивний діалог //  Вісник Харківського національного педагогічного університету імені Г. С. Сковороди. «Філософія» / ХНПУ ім. Г. С. Сковороди. — Харків, ХНПУ,– 2016. — Випуск 1 (46). — С. 28-40.
Соловій Р. П. Одкровення і Писання: богословське осмислення Виникаючої церкви // Схід. — 2016. — № 1 (141). — С. 76-82.
Soloviy R. P. The concept of ontotheology in Kant and Heidegger and the possibility of religion: contemporary protestant interpretation // KazNU Bulletin. Philosophy series. Cultural science series. Political science series. — 2016. — № 1 (55). — P. 273—280. 
Соловий Р. П. Реакция современных евангелических богословов на философию постмодернизма // Актуальні проблеми філософії та соціології. — 2016. — № 1 (9). — С. 121—125.
Соловій Р. П. Постмодерний протестантизм: христологічні інновації виникаючої церкви // Мультиверсум. Філософський альманах. — 2016. — № 1–2 (149—150). — С. 194—204.
Soloviy R. P.  Virtue, character and community: the peculiarities of theological ethics of Stanley Hauerwas // Актуальні проблеми філософії та соціології. — 2016. — № 2 (10). — С. 141—144.
Соловій Р. П. Західний протестантизм у контексті постмодерну: богословські та соціологічні інтерпретації руху Виникаючих церков // Українське релігієзнавство. Актуальні релігієзнавчі проблеми сьогодення. — 2016. — № 77. — С. 82-88.
Соловій Р. П.  «Гейдельберзькі диспутації» та їх значення для богослов'я хреста Мартина Лютера // Матеріали міжнародної наукової конференції «Реформація і сучасний світ. Філософія, богослов'я, наука» (Одеса, 28-29 вересня 2017 р.). — Одеса: «Астропринт», 2017. — С. 157—160.
Соловій Р. П. Теологія хреста Мартіна Лютера: аналіз ключових текстів // Матеріали міжнародної наукової конференції «Реформація як суспільне явище: український вимір» (3–4 жовтня 2017). — Львів: Львівський національний університет імені Івана Франка, 2018. — С. 16-30.
Soloviy R. P. Messianicity without Messianism": to the Place of Religion in the Philosophy of Jacques Derrida // Changing Societies and Personalities. Vol. 4, No. 2. — 2020. — P. 158—171.
Soloviy R. P. The Challenges of Radical Hospitality for Evangelical Public Theology: The Ukrainian Case // International Journal of Public Theology. Vol. 14.– 2020. — P. 276—295.
Soloviy R. P. Pentecostalism in Western Ukraine: Historical Development and Current Theological Challenges // Occasional Papers on Religion in Eastern Europe. Vol. 40: Iss. 7. -  2020. — Article 7.
Соловій Р. П. Християнська традиція у світлі пророчої філософії релігії. Зустрічаючись із таємницею: збірка статей на честь сімдесятиліття С. В. Саннікова / За ред. О. Гейченко, Т. Дятлик, М. Рейбер, Дж. Т. Серль, Р. Соловій. Рівне, 2020. С. 174—185.
Повний список наукових публікацій

### Відеозаписи та телепередачі
- Феномен Виникаючої церкви — запрошення до роздумів про побудову в Україні сучасного християнства
- Відеокоментар до лекції Романа Соловія про Виникаючу церкву
- Роман Соловій: Християнство перед постмодернізмом
- Чернівці сьогодні | Роман Соловій
- «Традиція гостинності і гостинність до традиції» (доповідь на конференції «„Нове і старе“ (Мф 13.52): традиція і оновлення в богослов'ї, церкви та освіті», 10-11 жовтня 2019 р.)

### Інтерв'ю
- 500 років великих змін (газета «Львівська Пошта», № 49 (1959), субота, 24 червня 2017)
- Роман Соловій: «Досвід Реформації повторити неможливо, але її уроки необхідно врахувати» («Українська правда», 27 грудня 2017 р.)
- Роман Соловій: «Християнам не варто розраховувати на політичні важелі для поширення Євангелія» (портал «Релігія в Україні», 28 листопада 2018 р.)